# Joseph Charlemont

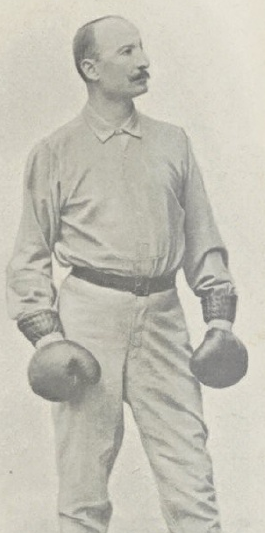

Joseph Charlemont (geb. 1839 in Lesdain, Frankreich; gest. 1918) war ein französischer Savate- und Canne-de-combat-Lehrer.

## Leben
Obwohl Charlemont oft als Schüler von Charles Lecour beschrieben wurde, wurde er von Louis Vigneron unterrichtet. Nachdem er gegen Hubert Lecour (der Charles Lecours Bruder und selbst ein wilder Ausbilder war) gekämpft hatte, galt Joseph als einer der besten Kämpfer im französischen Boxen. Bekanntheit erlangte er dadurch, dass er sich mit Vertretern anderer Schulen und anderer Stilrichtungen auseinandersetzte. Sein Kampfstil und seine eigenen Lehren und Entwicklungen bauten auf der modernen Version von Savate auf, wie sie von Charles Lecour gefördert wurde. Wie Bilder und Videoaufnahmen zeigen, hatte er kein Problem damit, auch mit Frauen und Mädchen Savate zu trainieren.

## Seine Bedeutung im Kampfsport
Auf seinen Büchern, so auch L'Art de la Boxe Française Et de la Canne: Nouveau Traité Pratique Et Théorique (1889) basiert der moderne Savate-Sport. Außerdem gründete er einen Verband für französisches Boxen, die Gesellschaft französischer Boxer (Société des Boxeurs Français).